# レオポルト・ヴィルヘルム大公のブリュッセルの画廊 (ウィーン)
『レオポルト・ヴィルヘルム大公のブリュッセルの画廊』（レオポルト・ヴィルヘルムたいこうのブリュッセルのがろう、独: Erzherzog Leopold Wilhelm in seiner Gemäldegalerie、英: Gallery of Archduke Leopold Wilhelm in Brussels）は、フランドルのバロック期の画家ダフィット・テニールス (子) が1650年ごろにキャンバス上に油彩で制作した絵画である。レオポルト・ヴィルヘルム大公の依頼により描かれ、1685年に彼の兄であったプラハのフェルディナント3世の所有となった。作品は1781年にウィーンに移され、現在、美術史美術館に所蔵されている。

## 作品
ヴィルヘルム大公は歴史上スペイン領ネーデルラント総督としてよりも美術収集家として重要で、1400点以上の絵画を収集した (それらのほとんどが現在も美術史美術館に所蔵されている)。この絵画は、大公が購入したばかりのハミルトン (Hamilton) 公爵のコレクションにあった51点のイタリア絵画を宮廷の友人たちと鑑賞している姿を表している。画家テニールス自身は手に帽子を持ち、彼の庇護者である大公がいくつかの作品を杖で指しながら話しているのを聞いている。絵画は背後の壁に横並びに掛けられているが、ほかの数点は通路の左側の横に掛けられており、検視用に前景の椅子に立てかけられている作品もある。

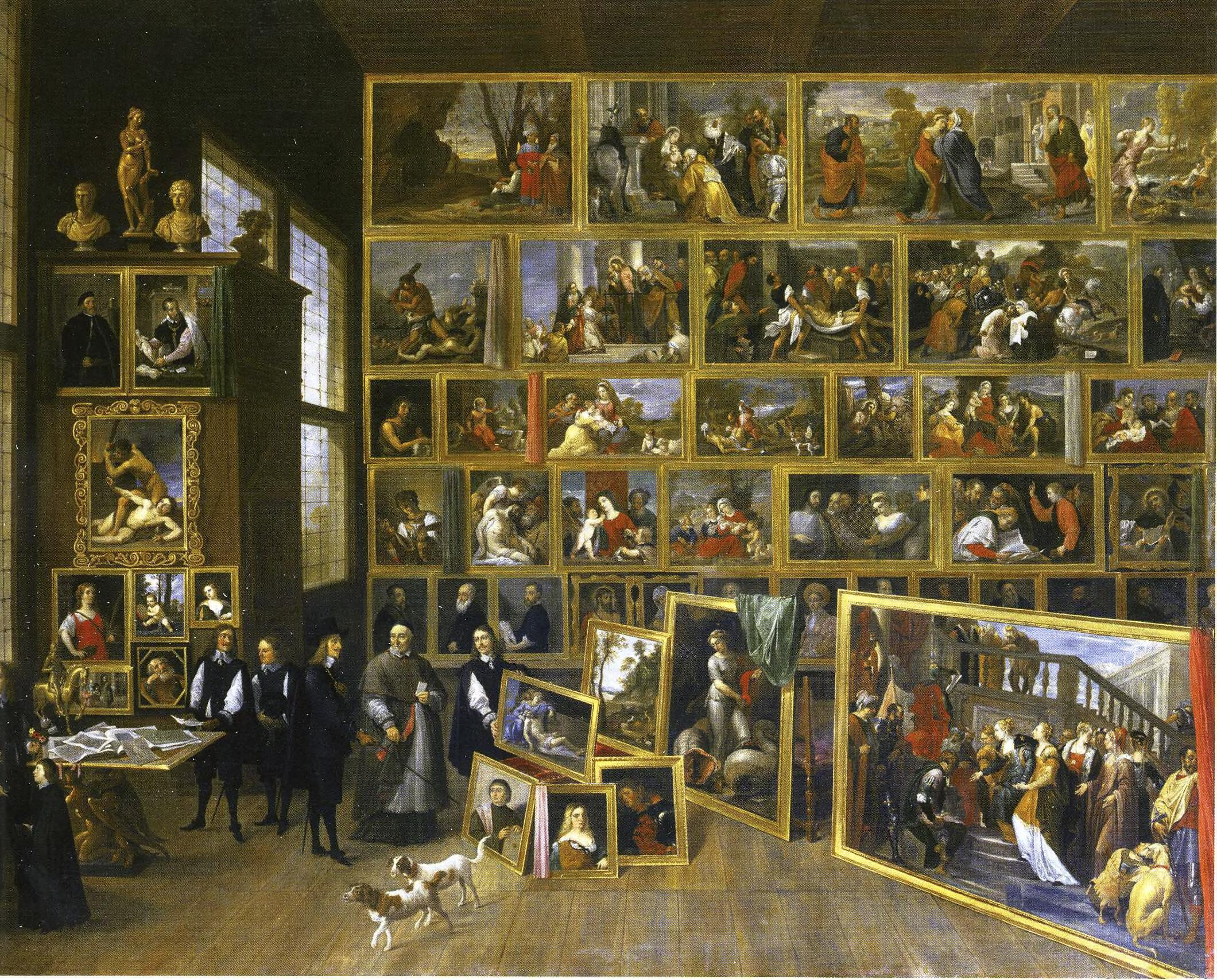
テニールス『レオポルト・ヴィルヘルム大公のブリュッセルの画廊 (ペトワース)』 (1651年)、ペトワース・ハウス

この絵画は複製であり、もととなった原作 (人物の配置が異なっている) はロンドンの南のペトワース・ハウスに所蔵されている。本作は、テニールスがヴィルヘルム大公のコレクションを記録する図録のために準備した最初の作品のうちの1点である。後にテニールスは雇った12人の版画家により画中の絵画を版画化し、「最初の図録」とみなされる『テアトルム・ピクトリウム』を出版した。大公が自身の絵画コレクションを携えてオーストリアに移った後に、テニールスはこの版画からなる本をアントウェルペンで1659年と1673年に出版した。

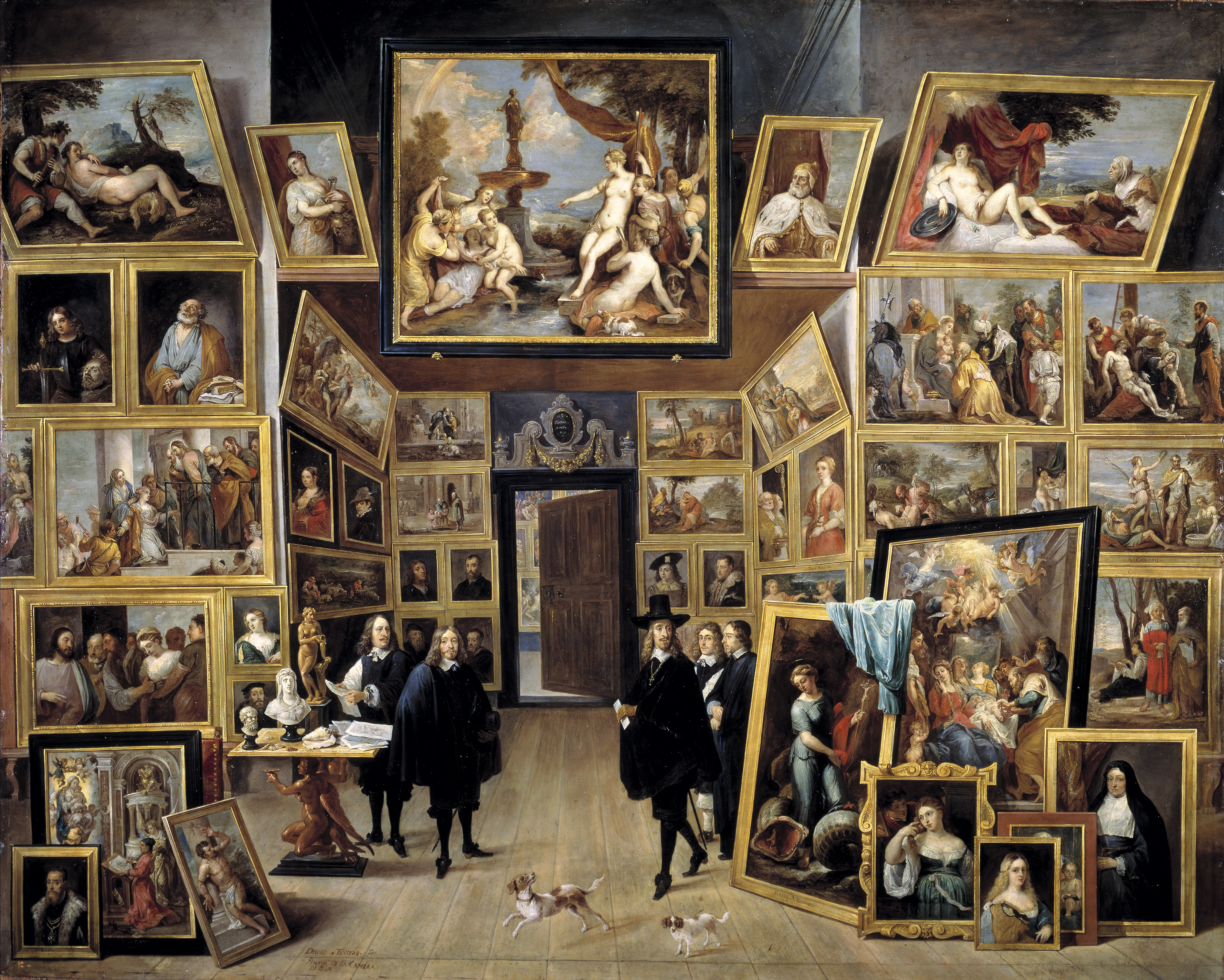
テニールス『ブリュッセルの画廊における大公レオポルト・ヴィルヘルム』 (1651年)、プラド美術館、マドリード

本作に描かれている絵画 (すべてがテニールスの図録に含まれていたわけではない) の大部分は、現在でもウィーンの美術史美術館に所蔵されている。ここに描かれている絵画はすべてペトワース・ハウスにある原作と同じである。アントニウス大司教 (1576-1657年) の肖像を含む原作は本作のもととなったとはいえ、ほぼ同じサイズで、おそらく両作品は同時に並列されて制作されたのであろう。大司教は美術収集家で、アントウェルペンにいたテニールスの同時代の多くの画家たちの庇護者でもあり、テニールスをヴィルヘルム大公に紹介した人物である。本作は大公のコレクションに残ったが、ほかの何点かは贈り物にされたことが記録されている。その中で最も見事な作品は、『ブリュッセルの画廊における大公レオポルト・ヴィルヘルム』 (プラド美術館、マドリード) であるが、画中に描かれている絵画は異なっている。